# Ilja Muromec

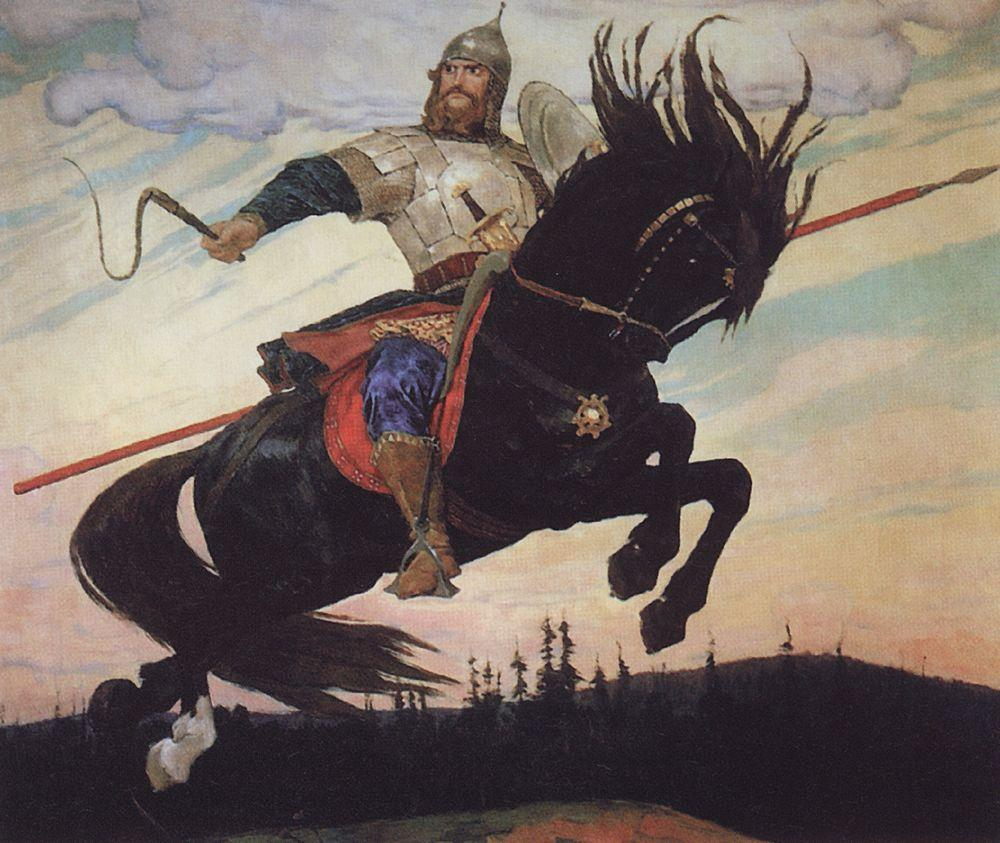
Ilja Muromec. Viktor Vasněcov, 1914

Bohatýr Ilja Muromec (Илья Муромец) je jedna z postav starých ruských pověstí - bylin.

## Život Ilji Muromce
Podle pověsti se narodil ve vísce Karačarovo u města Murom. Do svých 30 let nemohl chodit, ale pak se zázračně uzdravil. S tím získal i nadlidské schopnosti. Spřátelil se s obrovským bohatýrem Svjatogorem, který mu před svou předpovězenou smrtí předal svou sílu. Osvobodil město Kyjev a knížete Vladimíra.
Stal se velitelem bohatýrů knížete Vladimíra a ochraňoval jeho knížectví před nájezdy Tatarů.

## Pověsti o Iljovi Muromcovi
Ilja Muromec patřil mezi tzv. mladší bohatýry (mezi starší patřil především Svatohor bohatýr). Jeho skutky popisují tyto báje (dle překladu Bronislavy Herbenové):
- Prvé skutky Ilje Muromce
- Ilja Muromec a Slavík loupežník
- Ilja Muromec a Idolišče
- Ilja Muromec a Kalin car
- Ilja Muromec a Kníže Vladimír
- Poslední vyjížďka Ilje Muromce

## Kanonizace
Je jediným bájným hrdinou kanonizovaným pravoslavnou církví (s titulem ctihodný (преподобный), svátek 1. ledna dle gregoriánského, 19. dle juliánského kalendáře).

## Ilja Muromec v české a slovenské literatuře

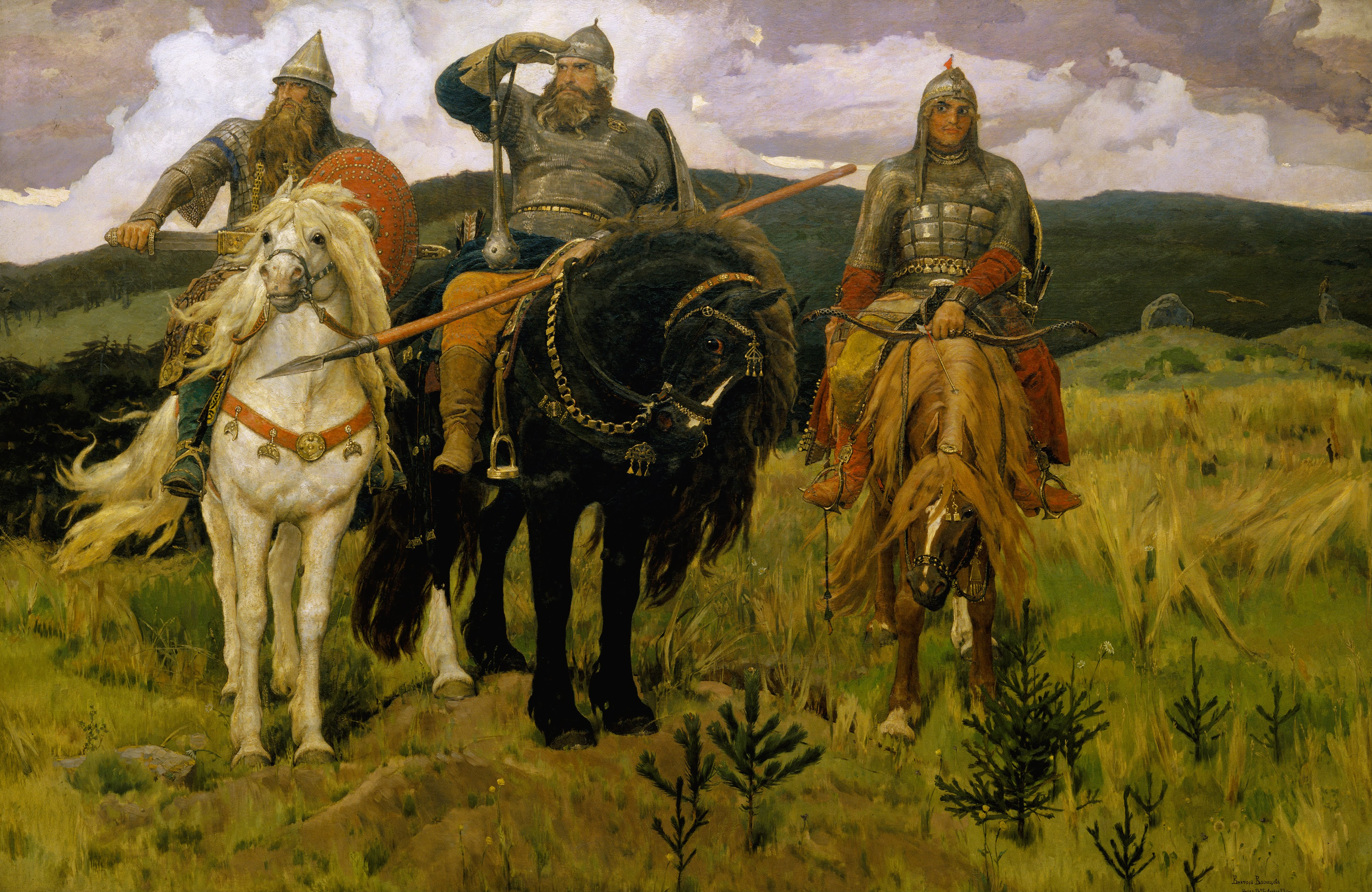
Viktor Vasněcov (1848-1926): Bohatýři (Богатыри)

- Ruské byliny včetně bylin o Iljovi Muromcovi byly opakovaně převyprávěny českými autory[2]
- Od roku 1909 vycházely ruské byliny, včetně bylin o Iljovi Muromcovi, v překladu Bronislavy Herbenové
- Ilja Muromec je úvodní báseň Ohlasu písní ruských Františka Ladislava Čelakovského
- Pod názvem Příběhy Ilji Muromce např. převyprávěl Oldřich Kryštofek (vydal Ant.Dědourek, 1948, il. Jiří H. Vojta)
- Postavu Ilji Muromce použil slovenský spisovatel Juraj Červenák (*1974) ve své trilogii Bohatýr, kde je hlavním hrdinou.[5]

## Filmografie
Na motivy ruských bylin byl v roce 1956 natočen v SSSR film Ilja Muromec.

## Jiné významy a připomínky
- Bohatýrovo jméno neslo letadlo Ilja Muromec, několik obrněných vlaků a ledoborec Projektu 21180
- Nejznámějším zobrazením je dílo Viktora Vasněcova (1848-1926): Bohatýři (Богатыри) v moskevské Treťjakovské galerii
- Pomník Ilji Muromce stojí ve Vladivostoku,[6] ve městě Murom[7] a dalších ruských městech
- Po nepřemožielném hrdinovi je pojmenován jeden z největších ruských vodopádů Ilja Muromec na ostrově Iturup